# ノー・ワン (アリシア・キーズの曲)
「ノー・ワン」（No One）は、アメリカ合衆国の女優で歌手のアリシア・キーズの楽曲。この楽曲は、彼女の3枚目のスタジオ・アルバム『アズ・アイ・アム』に収録され、アルバムから最初のシングルとして2007年9月11日にリリースされた。現在までのところ、この曲はキーズの最もヒットした曲であり、彼女にとっては2001年のデビューシングルであるフォーリン以来、2度目の全米Billboard Hot 100での１位獲得作品となった。